# Légrády Tamás
Tassy Tamás (Dr. Légrády Tamás, Légrády-Tassy Tamás, Ted Thomas, Thomas Legrady) (Budapest, 1920. március 22. – Toronto, 1992. május 24.) magyar-kanadai zeneszerző, karmester, zongorista.

## Életpályája
1942-ben tűnt fel egy Vígadó jazzhangversenyén. A második világháború utáni időszak nagy tehetsége volt, aki több nagy legendával is fellépett Budapesten. 1945-ben a Szent István körúti ÁKV Caféban zenélt. 1946-ban az Éva utcai Éva szalonban, az Abonyi utcai Candelight Clubban játszott. 1947–1948 között Zürichben tanult a konzervatóriumban. 1948-ban a Pilvaxban volt látható. 1949–1953 között a budapesti Bartók Béla Zenei Konzervatóriumban tanult zenét. Az 1950-es évek elején a Sztálin út és a Szív utca sarkán lévő Körönd étteremben, a Bimbó úti Vörösmarty cukrászdában, valamint az Astoria Grillben játszott. 1956-ban a Zenész Híradó egyik cikkében felemelte hangját a könnyűzenészek jobb megbecsülése érdekében. A Magyar Rádióban 1956. október 23-án rögzített Honvágy-dal átdolgozását és hangszerelését ő végezte. Az 1956-os forradalom idején disszidált és Montrealban telepedett le, ahol több magyar rendezvényen is fellépett. 1972-ben Torontóba költözött. 1972–1985 között az Étienne Brûlé Gimnázium fafúvós tanáraként dolgozott.
A montreali zenei világ népszerű alakja volt, aki dolgozott a televíziónál, vezetett színházi zenekart s játszott elegáns szórakozóhelyeken is, így New Yorkban is, ahol egy felkapott szállodában zongorázott.

## Magánélete
Felesége Várady Katinka volt, akit 1952 körül vett el és akitől gyermekei György, Miklós és Tamás született. Visegrádon vannak hamvai.

## Filmjei
- Egy nap a világ (1943)[3]

## Díjai
- Árpád Érem (amerikai) (1970)[4]